# إرنست فلهلم هينغشتينبيرغ
إرنست فلهلم تيودور هيرمان هينغشتينبيرغ (بالألمانية: Ernst Wilhelm Theodor Herrmann Hengstenberg) هو كاهن لوثري ولاهوتي وفيلسوف ولغوي ألماني ولد في يوم 20 أكتوبر 1802 في بلدة فروندنبرغ. نشأ في دورتموند، والده كان أسقف في الكنيسة الإصلاحية ووالدته كانت محاضرة مختصة بتاريخ الكنيسة واللغات الشرقية. درس اللغة العربية والفلسفة في نشأته وقام بنشر قصائد المعلقات لأمرؤ القيس ونال عدة جوائز من خلالها. درست بعد ذلك اللاهوت على يد أوغست نياندر و أوغست ثولوك في برلين. وثم درس اللغة العبرية على يد يوهان جاكوب شتاهيلين وثم درس الكتاب المقدس. أصبح محاضر في الفلسفة واللاهوت في جامعة برلين. عرف بإيمانه الحرفي في الإنجيل ورفض التشكيك بأي من محتويات الكتاب المقدس وخصوصاً العهد القديم. توفي في يوم 28 مايو 1869 في برلين.